# Sala Comacina
Sala Comacina est une commune de la province de Côme dans la région Lombardie en Italie.

## Administration

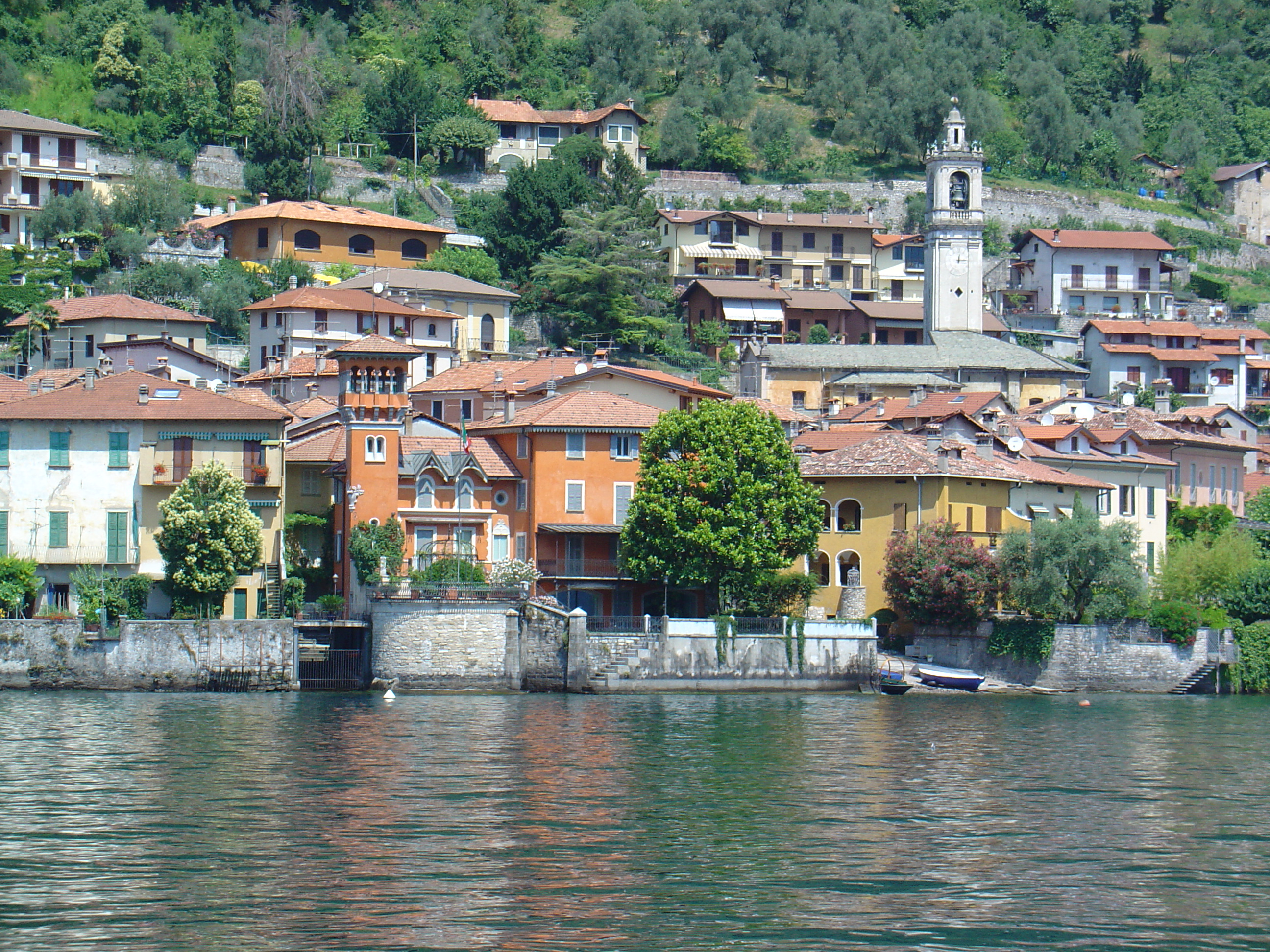
Le village de Sala Comacina.

| Période                                  | Période  | Identité                 | Étiquette | Qualité |
| ---------------------------------------- | -------- | ------------------------ | --------- | ------- |
| 14 juin 2004                             | En cours | Ivonne Mandelli Traversa |           |         |
| Les données manquantes sont à compléter. |          |                          |           |         |

### Communes limitrophes
Colonno, Lezzeno, Ossuccio, Ponna